# Avenue Henri-Barbusse (Clamart)
Pour les articles homonymes, voir Avenue Henri-Barbusse.
L'avenue Henri-Barbusse est une voie de communication située à Clamart (Hauts-de-Seine). Elle suit le tracé de la route départementale 2.

## Situation et accès

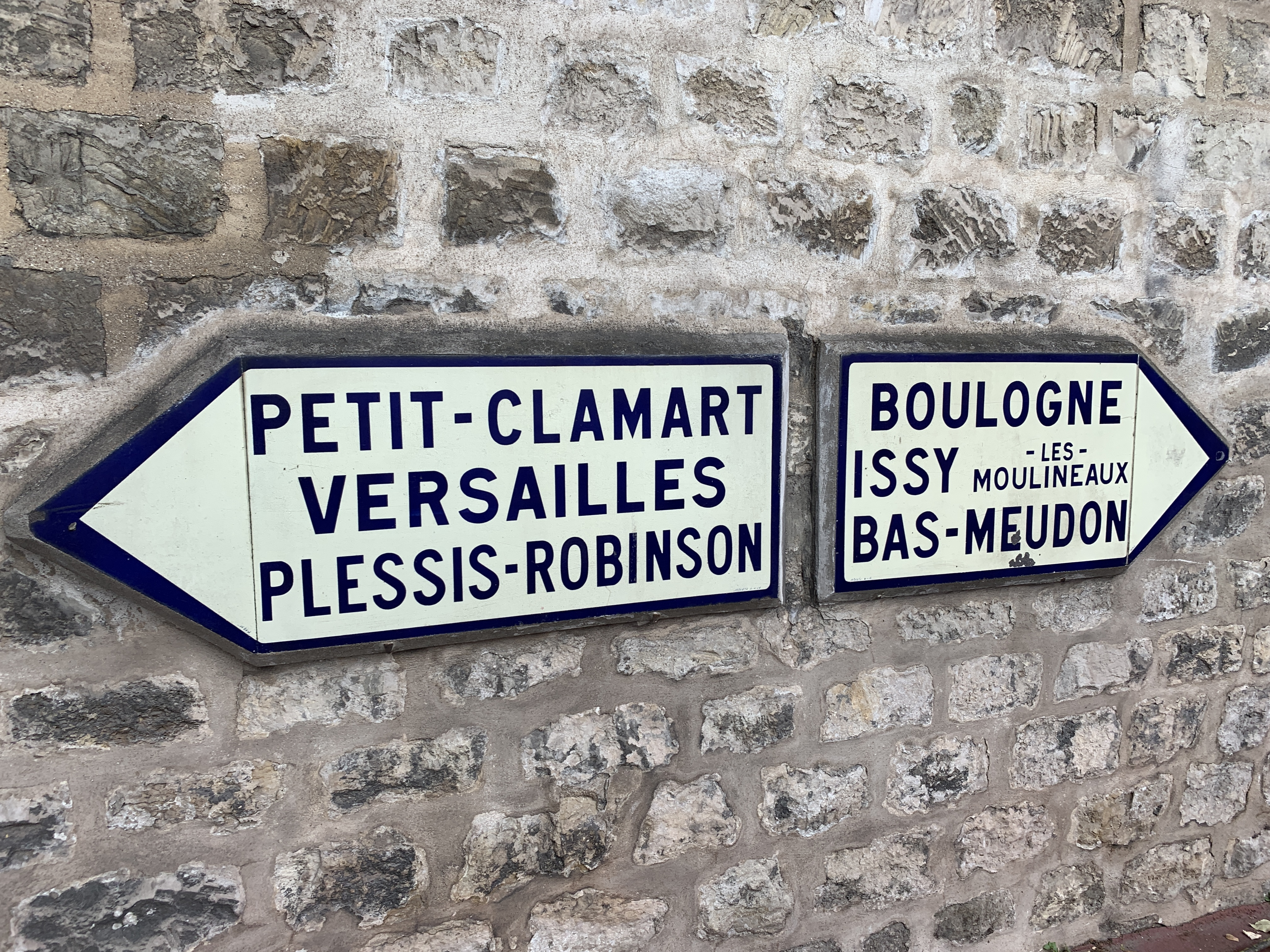
Panneaux Michelin sur l'avenue Henri-Barbusse, en 2020.

Orientée d'ouest en est à proximité d'Issy-les-Moulineaux, puis nord-sud, cette avenue longe l'hôpital Percy puis franchit la ligne de Paris-Montparnasse à Brest par le pont d'Amour proche de la rue éponyme. Croisant notamment la rue de Fleury puis la rue d'Estienne-d-Orves, elle se termine place Marquis, carrefour de la rue des Rochers, de la rue Paul-Vaillant-Couturier, de la rue du Président-Roosevelt et de l'avenue Adolphe-Schneider.
Elle est desservie par la gare de Clamart.

## Origine du nom

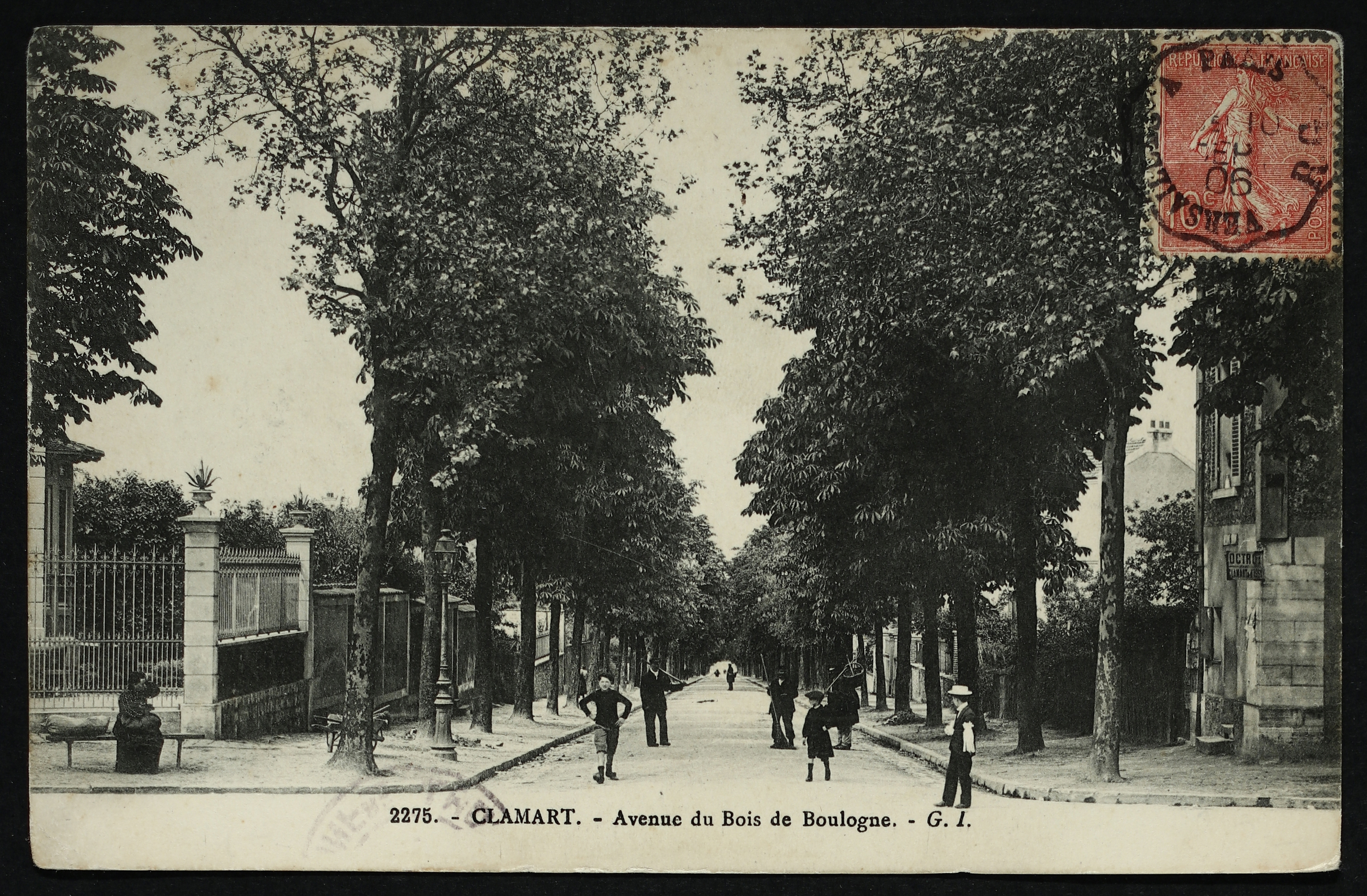
Carte postale de l'avenue du Bois de Boulogne, vers 1900.

Autrefois appelée avenue du Bois-de-Boulogne, cette avenue tient aujourd'hui son nom de l'écrivain français Adrien Gustave Henri Barbusse, né à Asnières-sur-Seine en 1873 et mort à Moscou en 1935.

## Historique

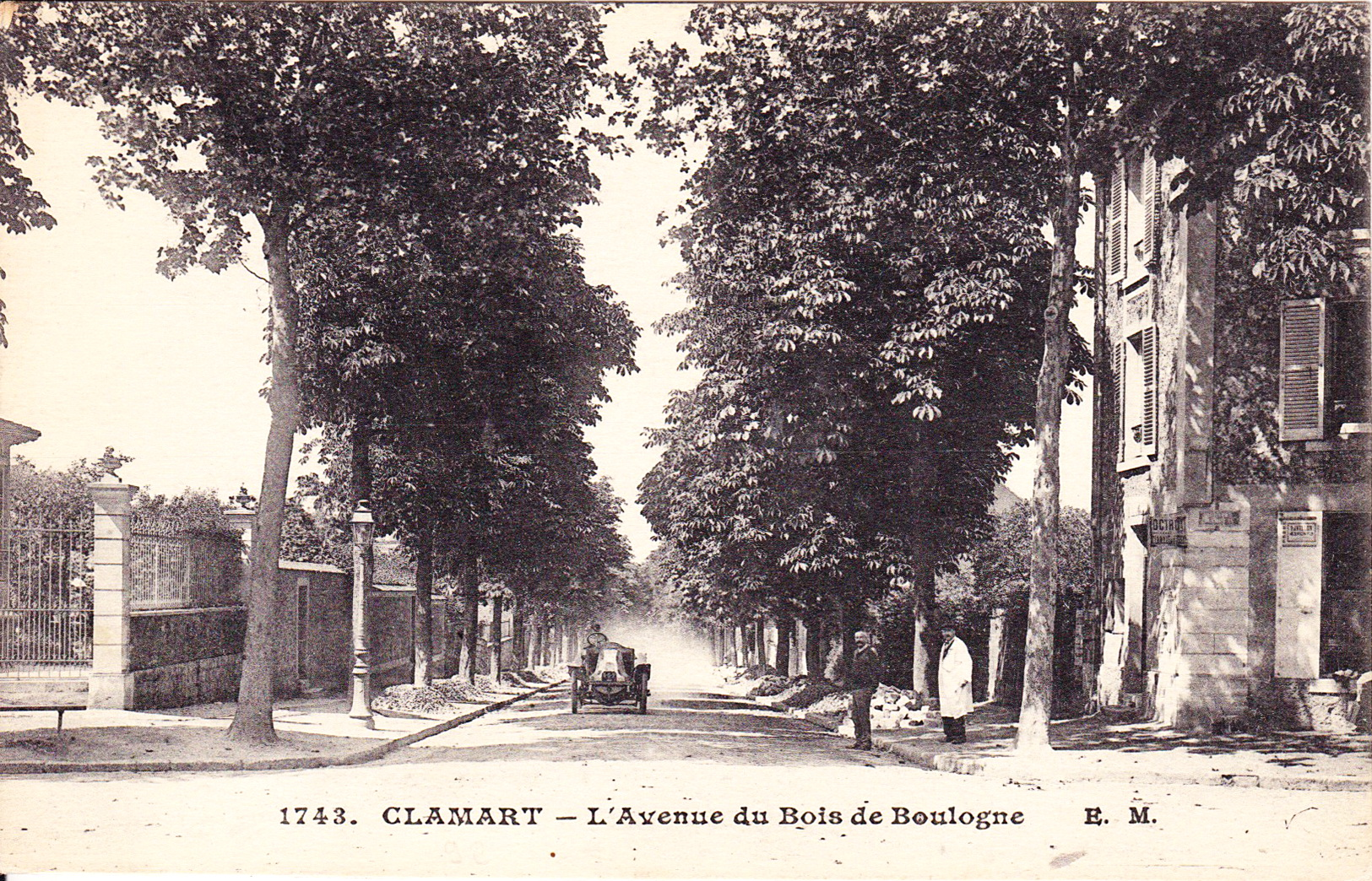
L'avenue du Bois de Boulogne.

Le tracé de cette ancienne voie de communication est visible sur le plan de Roussel (1731) et la carte des chasses du roi (1807).
Au croisement de cette avenue et de la rue Antoine-Courbarien se produisit l'effondrement des carrières de Clamart et d'Issy-les-Moulineaux en 1961.

## Bâtiments remarquables et lieux de mémoire
- Hôpital d'instruction des armées Percy[6].
- En construction, une fontaine en escalier, dans le cadre du projet Fontaine de la ville[7].
- Au sud, vers la rue des Rochers, emplacement de l'ancien moulin de Clamart, siège de combats en 1815[8]. Il fut plus tard fortifié et appelé redoute du moulin de Pierre pendant la guerre de 1870[9].